# 13-я армия (Российская империя)
13-я армия — оперативное объединение (полевая армия) соединений, частей и учреждений Русской императорской армии в Первой мировой войне.

## История
Армия сформироована 12 июня 1915 года на Северо-Западном фронте на базе армейской группы войск генерала В. А. Олохова. В ходе Великого отступления формирование выполняло задачу обеспечить стык Северо-Западного и Юго-Западного фронтов и прикрыть отход русских войск из Галиции. Стойко удерживая последовательно несколько рубежей обороны и отходя с боями от рубежа к рубежу, войска армии выполнили задачу и не допустили прорыва противника в тыл отходящих войск. К началу августа 1915 года армия обороняла рубеж Столинские Смоляры — Клюск — Залесцы.
В августе 1915 года армия была расформирована, её войска переданы в 3-ю и в 10-ю армии. Официально армия прекратила существование 5 октября 1915 года.

## Состав
- полевое управление
- 23-й армейский корпус
- 29-й армейский корпус
- 31-й армейский корпус
- 2-й Кавказский армейский корпус
- 5-й Кавказский армейский корпус

## Командующий
- 06.1915—08.1915 — генерал от инфантерии Горбатовский, Владимир Николаевич